# Kulladals station
Kulladals station var en järnvägsstation på Malmö–Trelleborgs Järnväg med två perrongspår och ett godsspår med godsmagasin. 1959 nedgraderades stationen till håll- och lastplats.
Persontrafik och godshantering upphörde den 31 december 1965. 1967 avlägsnades alla spår utom ett. 1971 upphörde all trafik på banan. Stationshuset revs före 1984.
Orten Kulladal var en gatehusbebyggelse som uppstod utanför Malmö under 1800-talet. Marken tillhörde Hindby by och ingick i Fosie landskommun som inkorporerades i Malmö stad 1931. 
Stationen från 1886 kallades Fosie fram till 1899, då namnet byttes för att undvika sammanblandning med Fosieby station på den då nyöppnade Kontinentalbanan drygt två kilometer öster om Kulladal.